# Jardín (ort)
Jardín är en ort i Colombia.   Den ligger i departementet Antioquía, i den centrala delen av landet, 220 km nordväst om huvudstaden Bogotá. Jardín ligger 1 768 meter över havet och antalet invånare är 7 747.
Terrängen runt Jardín är kuperad åt nordväst, men åt sydost är den bergig. Runt Jardín är det ganska tätbefolkat, med 86 invånare per kvadratkilometer. Närmaste större samhälle är Los Andes, 9,1 km nordväst om Jardín. I omgivningarna runt Jardín växer i huvudsak städsegrön lövskog.